# Lhota (okres Zlín)
Obec Lhota (dříve nazývaná Velká Lhota či později Lhota u Malenovic) se nachází v okrese Zlín ve Zlínském kraji. Žije zde 912 obyvatel. Vesnice leží jihozápadně od Zlína, od kterého je vzdálena 7 km. Katastr obce sousedí s obcemi Malenovice, Komárov, Šarovy, Bohuslavice u Zlína a Salaš.
Pošta a zdravotní obvod se nachází v Malenovicích. Matrika se dříve nacházela ve Lhotě, avšak matriční obvod je od roku 1991 ve Zlíně. V roce 1910 místní kaple vysvěcena na kostel a při téhle příležitosti byla zřízena fara.

## Historie
První písemná zmínka o obci pochází z roku 1362.
V letech 1980–1990 byla součástí města Zlín. Osamostatnila se k 24. listopadu 1990.

## Pamětihodnosti
- Kostel svaté Anny

## Galerie

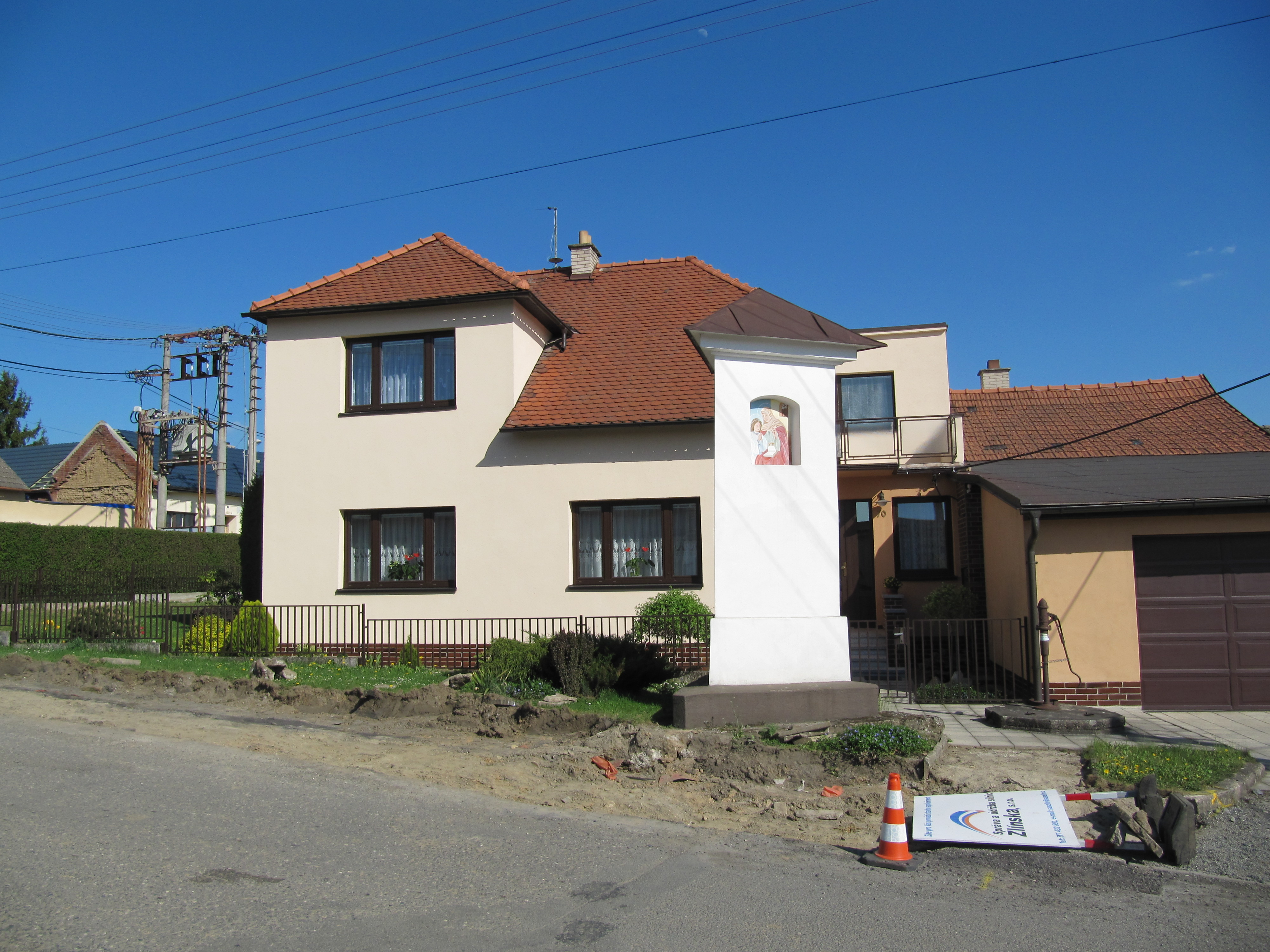
Boží muka
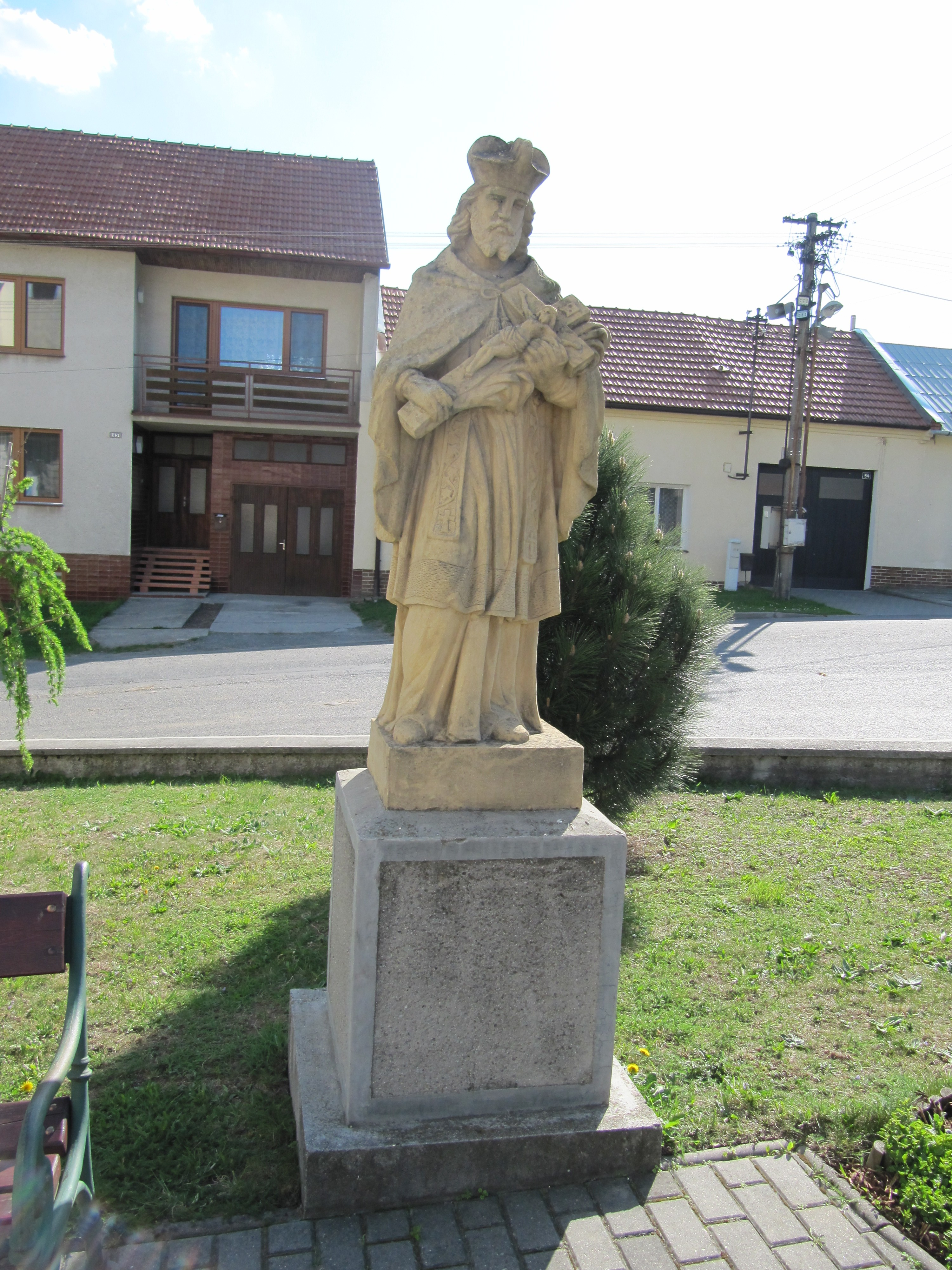
Socha Jana Nepomuckého
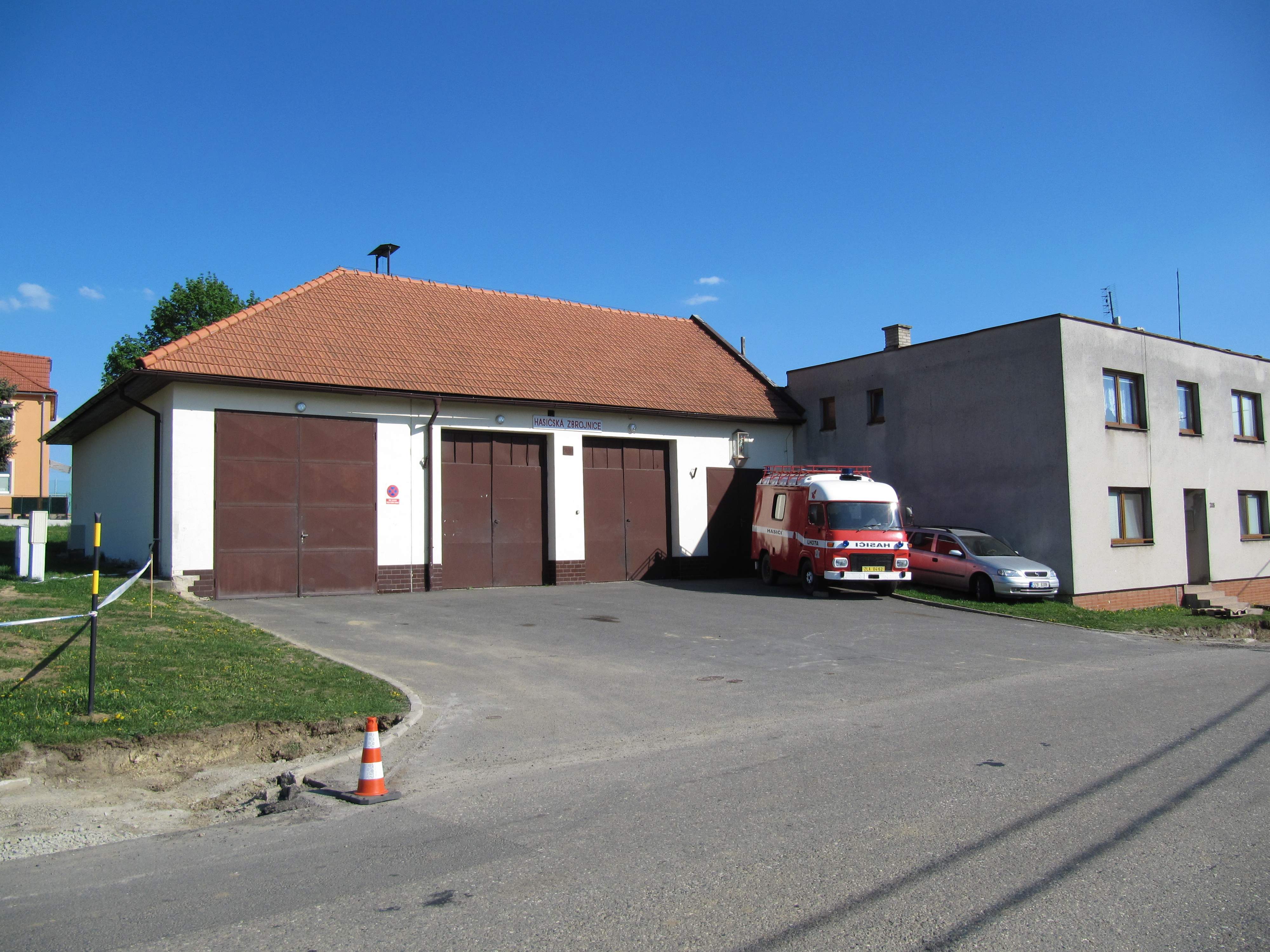
Hasičská zbrojnice
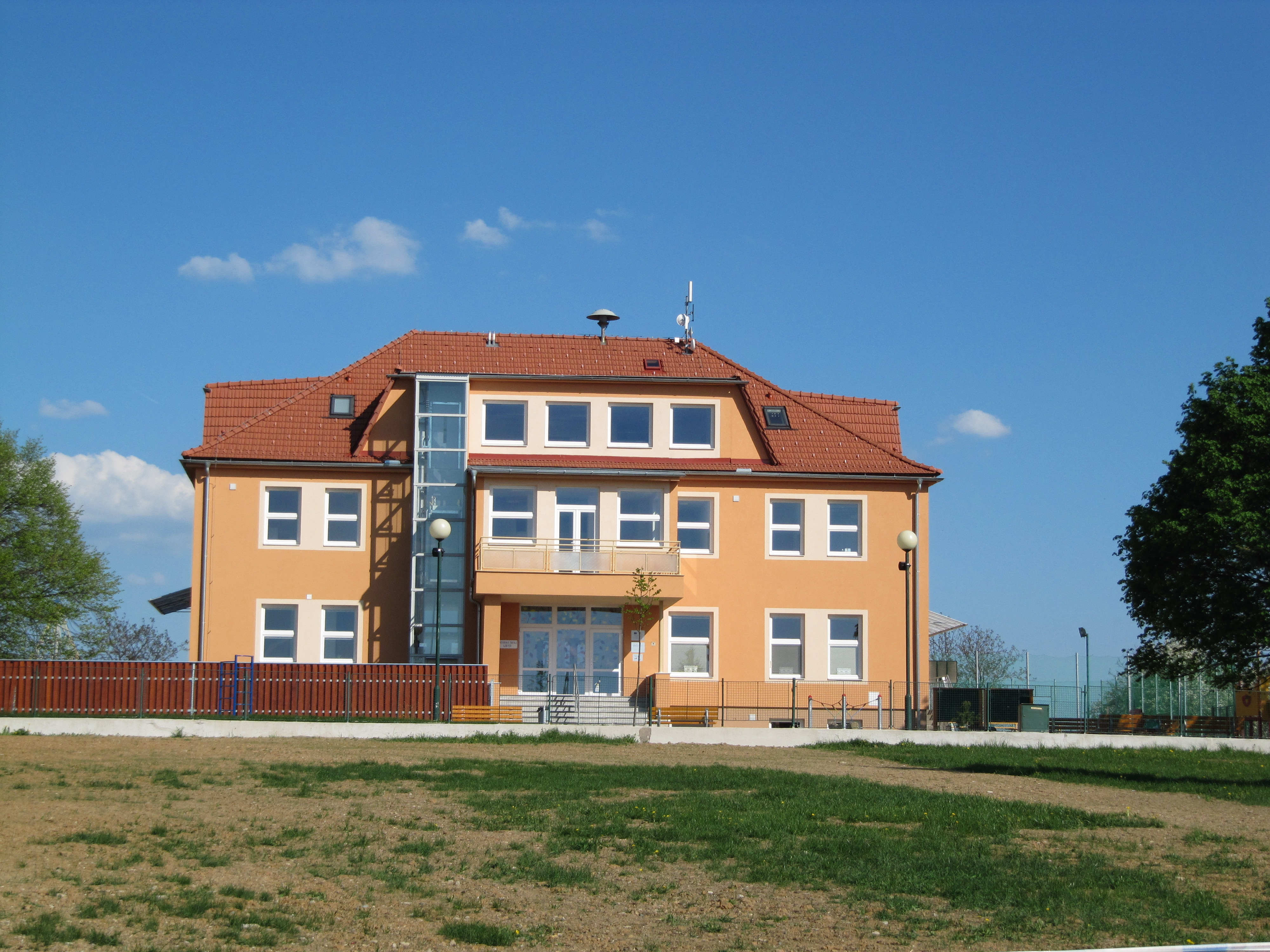
Škola
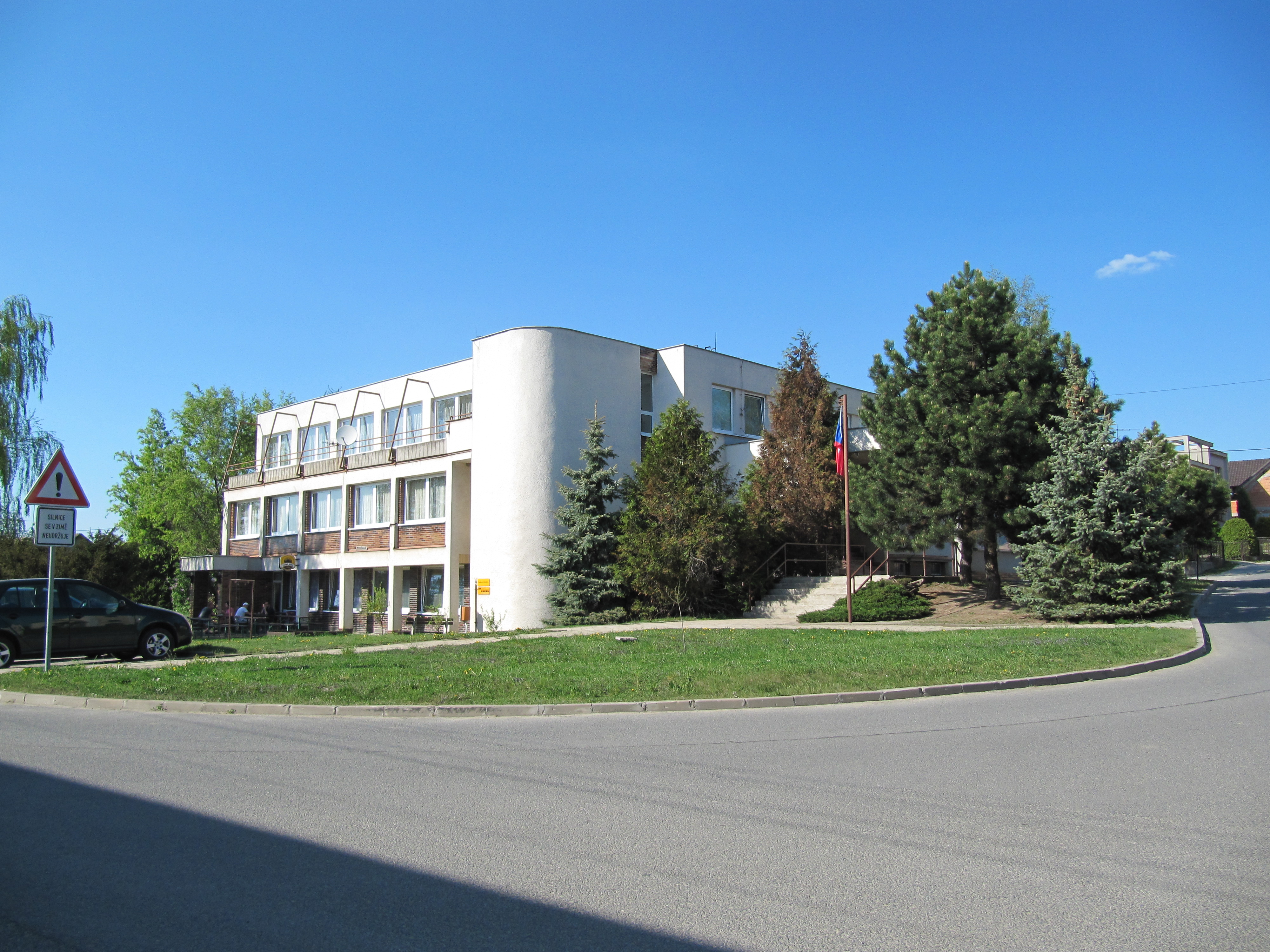
Obecní úřad

## Slavní rodáci
Ve Lhotě se 29. října 1902 narodil Josef Vávra-Stařík, pozdější učitel v Hroznové Lhotě, který působil v organizaci Národopisná Morava a po obsazení českých zemí německou armádou (15. března 1939) žádal společně s Janem Uprkou a Janem Rybou Adolfa Hitlera o připojení Moravského Slovácka k nově vzniklému Slovenskému státu.